# Brian Mulroney
Brian Mulroney   (Baie-Comeau, 20 de març de 1939 - Palm Beach, 29 de febrer de 2024) fou el divuitè Primer Ministre del Canadà del 17 de setembre de 1984, al 25 de juny de 1993 i líder del Partit Conservador Progressista del Canadà del 1983 al 1993.

## Biografia
Era fill d'immigrants catòlics irlandesos. Va estudiar al Col·legi universitari St. François-Xavier, a Antigonish, on es diplomà en ciències polítiques, i a la Universitat de Laval, al Quebec, on es graduà en dret. Treballà com a advocat a Montreal i es va afiliar al Partit Conservador Progressista del Canadà. Ja el 1976 es va presentar com a candidat a cap del partit, però fou derrotat per Joe Clark. El 1983, però, aconseguí derrotar-lo i fou elegit diputat federal.
A les eleccions federals del 4 de setembre de 1984, els conservadors van obtenir una victòria sense precedents, i Mulroney fou nomenat primer ministre. Nomenà Joe Clark ministre d'Afers Exteriors, i s'entrevistà amb el president dels EUA, Ronald Reagan, tot estretint els llaços polítics i econòmics entre ambdós estats. El 1988 hi signà un acord de lliure comerç, primera fase de l'Acord Nord-Americà de Lliure Comerç, que també signà el 1992. El seu govern s'orientà a la formació d'una economia sòlida, mitjançant tractats de lliure comerç amb diferents potències.
Anglòfon per família, però nascut i format al francòfon Quebec, Mulroney era perfectament bilingüe en els dos idiomes oficials del Canadà. Aconseguí ser reescollit amb majoria absoluta a les eleccions del 1988. Aleshores intentà solucionar del tot el problema amb el Quebec iniciant una campanya de «reconciliació nacional» amb el líder liberal quebequès Robert Bourassa, que portaria als acords de Meech Lake, que consideraven el Quebec com a «societat distinta» (reconeixement del poble quebequès com a originari, concessió de competències preeminents en drets i llibertats, i distribució del poder), alhora que també reconeixia l'especificitat dels pobles aborígens (Primeres Nacions), i assentaria les bases de la creació de la província de Nunavut.
La derrota dels acords en referèndum constitucional del 1992 suposaren un fort cop personal. La pèrdua de popularitat el va moure a presentar la dimissió el febrer de 1993 i fou substituït per la conservadora Kim Campbell.